# Paulette Lenert

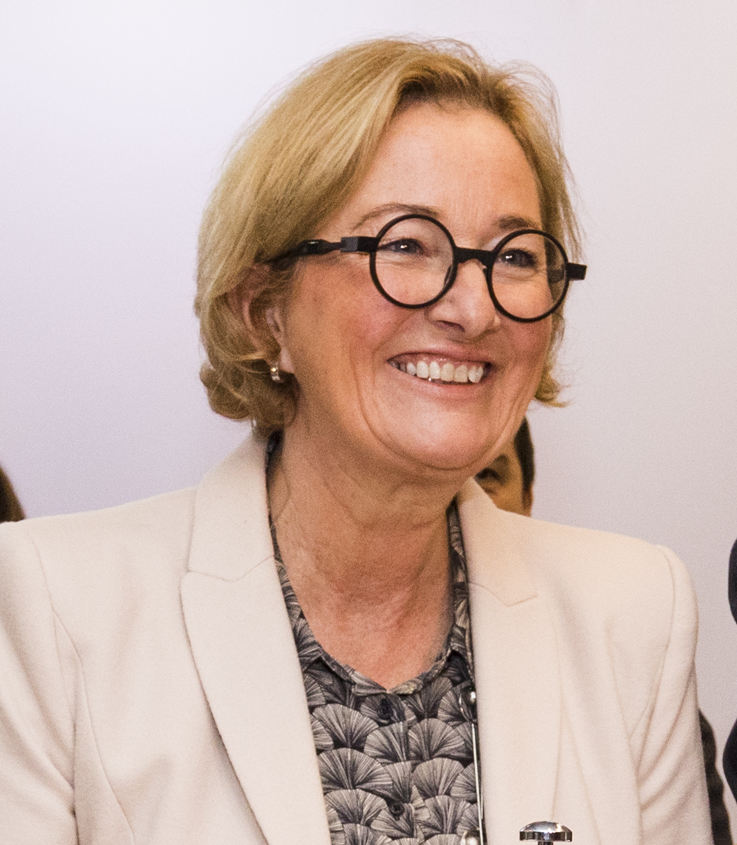
Paulette Lenert 2019

Paulette Lenert (geboren am 31. Mai 1968 in Luxemburg) ist eine luxemburgische Juristin und Politikerin. Sie ist Mitglied der LSAP und war von Dezember 2018 bis November 2023 als Gesundheitsministerin in der Regierung tätig.

## Werdegang
Nach ihrem Schulabschluss am Athénée de Luxembourg studierte Lenert Rechtswissenschaften an der Universität Aix-Marseille III und erlangte dort 1991 eine Maîtrise in Privat- und Wirtschaftsrecht. Hierauf folgte 1992 ein Master-Abschluss in europäischem Recht an der Universität London. Lenert arbeitete dann zunächst in Luxemburg als Anwältin in der Anwaltskammer und ab 1994 im Justizministerium des Landes. 1997 wurde sie an das Verwaltungsgericht berufen, wo sie bis 2010 als Vizepräsidentin tätig war. Anschließend kehrte sie in die Verwaltung zurück und war dort als Regierungsrätin in verschiedenen Ministerien beschäftigt, ab 2017 war sie zusätzlich mit der Geschäftsführung des Nationalen Instituts für öffentliche Verwaltung betraut. Sie war Mitglied im Verwaltungsrat des Energienetzbetreibers Creos, schied dort aber im Herbst 2018 aus.

## Politik
Nachdem Arbeitsminister Nicolas Schmit im Sommer 2016 hatte verlautbaren lassen, zum Europäischen Rechnungshof wechseln zu wollen, war die in Bad Mondorf lebende Lenert, neben der als Favoritin geltenden Tess Burton, bereits als aussichtsreiche Kandidatin für dessen Nachfolge gehandelt worden. Schmit blieb dann aber doch bis zum Ende der Legislaturperiode im Amt. Nach der Kammerwahl 2018 wurde Lenert im Dezember des Jahres in die von Xavier Bettel geleitete Regierung berufen und übernahm dort die Zuständigkeiten für Entwicklungszusammenarbeit, humanitäre Angelegenheiten und Verbraucherschutz. Die Ernennung löste Kritik aus, da Lenert bislang nicht groß innerhalb der Partei in Erscheinung getreten war und auch nicht für das Parlament kandidiert hatte. Aufgrund der Nichtberücksichtigung Burtons trat der Vorstand der Jungsozialisten des Bezirks Osten, aus dem beide Politikerinnen stammen, geschlossen zurück. In ihrer Partei wurde Lenert im Januar 2019 zur Vizepräsidentin gewählt. Nachdem Etienne Schneider im Februar 2020 von seinen Regierungsämtern zurückgetreten war, wurde Lenert Gesundheitsministerin. Den Zuständigkeitsbereich Entwicklungszusammenarbeit und humanitäre Angelegenheiten gab sie an Franz Fayot ab. Am 6. Januar 2022 übernahm sie von Dan Kersch, der sich aus der Regierung zurückzog, zusätzlich das Amt des Vizepremiers.
Am 8. Oktober 2023 wurde Lenert bei der Kammerwahl 2023 in die Abgeordnetenkammer gewählt.